# Rio Baependi
O rio Baependi é um curso de água que banha o estado de Minas Gerais, Brasil. É um dos afluentes do rio Verde e, portanto, um subafluente do rio Grande. Apresenta 74 quilômetros de extensão e drena uma área de 1 140 quilômetros quadrados.

## Topônimo
O topônimo "Baependi" é oriundo do termo tupi mba'eapiny, que significa "rio do monstro marinho" (mba'eapina, monstro marinho indígena +  'y, rio).

## Descrição
O rio Baependi tem, como principal formador, o ribeirão Santo Agostinho ou do Charco, cujas nascentes localizam-se no município de Alagoa, a uma altitude de aproximadamente 2 140 metros, na serra da Mantiqueira. Depois, recebe o nome de rio da Gamarra. A partir de seu encontro com o rio São Pedro ou Jacu, o rio da Gamarra passa a se chamar rio Baependi.
Em seu percurso, o rio Baependi atravessa a zona urbana do município de Baependi. No trecho entre a foz do Ribeirão João Pedro ou da Cachoeirinha e a foz do ribeirão do Tabuão, o rio Baependi serve de limite entre os municípios de Baependi e Caxambu. Entre a foz do ribeirão do Tabuão e o córrego da Roseta, o rio Baependi serve de limite entre os municípios de Baependi e Conceição do Rio Verde. O rio Baependi desemboca no rio Verde, próximo à cidade de Conceição do Rio Verde..